# Hitchhike to Happiness
Hitchhike to Happiness é um filme norte-americano de 1945, do gênero musical, dirigido por Joseph Santley e estrelado por Al Pearce e Dale Evans.

## Produção
Hitchhike to Happiness é mais um musical classe B da Republic Pictures. De notável, ele tem uma indicação ao Oscar, na categoria Melhor Trilha Sonora.
Walter Kent e Kim Gannon assinam quatro canções, quais sejam For You and Me, My Pushover Heart, Hitchhike to Happiness e Sentimental.

## Sinopse
Um aspirante a dramaturgo, Kipling 'Kippy' Ellis, garçom em um restaurante de Nova Iorque frequentado por artistas, mostra sua peça a Ladislaus Prenska, um produtor húngaro. Com a ajuda da cantora Alice Chase, a peça é montada e, para surpresa de todos, faz sucesso.

## Principais premiações
| Prêmio | Categoria                            | Situação |
| ------ | ------------------------------------ | -------- |
| Oscar  | Melhor Trilha Sonora (filme musical) | Indicado |

## Elenco
| Ator/Atriz      | Personagem            |
| --------------- | --------------------- |
| Al Pearce       | Kipling 'Kippy' Ellis |
| Dale Evans      | Alice Chase           |
| Brad Taylor     | Joe Mitchell          |
| William Frawley | Sandy Hill            |
| Jerome Cowan    | Tony Riggs            |
| William Trenk   | Ladislaus Prenska     |
| Arlene Harris   | Dolly Ward            |
| Joyce Compton   | Joan Randall          |
| Irving Bacon    | Dennis Colby          |